# 킹 파흐드 스포츠 시티
킹 파흐드 스포츠 시티 스타디움(아랍어: مدينة الملك فهد الرياضية, 영어: King Fahd Sports City Stadium)는 사우디아라비아 리야드의 종합 경기시설이다. 주로 축구나 육상 경기 용도로 사용되고 있다. 1987년에 건축되었으며 처음에 67,000개의 좌석이 설치되었다. 68,752명을 수용할 수 있으며, 경기장 전체 규모는 약 47,000 m2이다.
이 경기장은 세계에서 가장 큰 지붕을 가진 경기장으로 알려져 있는데, 24개의 기둥이 직경 247미터의 원형으로 배치되어 있다. 거대한 우산 모양의 구조물이 좌석과 통로를 가려 그늘을 만들고, 사막의 뜨거운 기후 아래에서도 편안한 관전을 할 수 있도록 설계되어 있다.
이 경기장은 1989년 FIFA 세계 청소년 축구 선수권 대회의 주 경기장으로 사용되었고, 결승전도 이 경기장에서 열렸다. FIFA 컨페더레이션스컵의 전신인 1992년 킹 파흐드컵과 1995년 킹 파흐드컵이 열렸고, 1997년 FIFA 컨페더레이션스컵 역시 이곳에서 개최되었다. 이 경기장에서의 첫 번째 공식 골은 마제드 압둘라가 넣었다.